# Regain Records
Regain Records är ett svenskt skivbolag som ligger i Hjärup i Skåne. Band som är eller har varit signerade hos Regain är bland andra Marduk, Dark Funeral, Behemoth, Overkill, In Flames och Arch Enemy.

## Historia
Regain startades av Per Gyllenbäck året 1997 efter Wrong Again Records (In Flames, Arch Enemy, Spritual Beggars och Naglfar). De två första skivsläppen var High on Blood (Deranged) och Amorous Anathema (Embraced), som båda släpptes 1998. De två första åren hade skivbolaget ingen fungerande distribution. 1999 inledde de ett samarbete med black metal-bandet Marduk. Regain Records gav ut In Flames två första album "Lunar Strain" och "Subterranean" 1999. 

## Artister
| - Arise - Arckanum - Astaroth - Behemoth - Bewitched - Blackwinds - Danzig - Dark Funeral - Defleshed - Deranged - Devils Whorehouse - Die Zombiejäger - Dimension Zero - Dismember - Endstille - Enthroned - Frontside - Gorgoroth - Grave - Hermano - Hermh - Horde of Hel | - Karmakanic - Lord Belial - Machinery - Marduk - Merauder - Murder Island - Mustasch - Månegarm - Necrophobic - Nifelheim - Nightmare - Ophiolatry - Opus Atlantica - Overkill - Pro-Pain - Ragnarok - Reptilian - Sahg - Samael | - Sargatanas Reign - Satariel - Setherial - Space Odyssey - Tenebre - The Colombos - Thyrfing - Time Has Come - Time Requiem - Tony Naima & The Bitters - Totalt Jävla Mörker - Trelldom - Trident - Unanimated - Vader |